# مجله کاربرد مالی شرکتی
مجله کاربرد مالی شرکتی (به انگلیسی: Journal of Applied Corporate Finance) یک مجله آکادمیک داوری دقیق است که به وسیله ویلی بلاک ول (Willy Blackwell) ازطرف مورگان استانلی (Morgan Stanley) به طور فصلی منتشر می‌شود. سردبیر اخیر مجله دونالد اچ چیو (Donald H. Chew) است. مجله کاربرد مالی شرکتی طیفی از موضوعاتی مانند مدیریت ریسک، استراتژِی شرکتی، حاکمیت شرکتی و ساختار سرمایه را پوشش می‌دهد. این مجله همچنین میزگردی را برای بحث دربارهٔ موضوعاتی مانند درستی گزارش گری مالی میان مدیران شرکت و دانشگاهیان ایجاد کرده است.